# Hymn Danii
W Danii oficjalnie przyjęte są dwa hymny państwowe: hymn królewski Kong Kristian (Król Chrystian) i hymn narodowy Der er et yndigt land (Jest taki piękny kraj).
W czasie obchodów świąt państwowych, podczas festynów, zawodów sportowych Duńczycy śpiewają hymn Der er et yndigt land. Tekst w 1819 roku napisał Adam Gottlob Oehlenschläger, a muzykę w 1835 Hans Ernst Krøyer. Hymnem państwowym pieśń ta jest od 1844 roku.

Zaś w obecności rodziny królewskiej grany jest hymn Kong Kristian, pełniący funkcję hymnu królewskiego.
| Der er et yndigt land 1. Der er et yndigt land, det står med brede bøge ¦: nær salten østerstrand;: ¦ det bugter sig i bakke, dal, det hedder gamle Danmark, ¦: og det er Frejas Sal: ¦ 2. Dér sad i fordums tid de harniskklædte kæmper, ¦: udhvilede fra strid;: ¦ så drog de frem til fjenders mén nu hvile deres bene ¦: bag højens bautasten: ¦ 3. Det land endnu er skønt, thi blå sig søen bælter, ¦: og løvet står så grønt;: ¦ og ædle kvinder, skønne mø'r og mænd og raske svende ¦: bebo de danskes øer: ¦ 4. Hil drot og fædreland! Hil hver en danneborger, ¦: som virker, hvad han kan!: ¦ Vort gamle Danmark skal bestå, så længe bøgen spejler ¦: sin top i bølgen blå: ¦ | Jest taki piękny kraj 1. Jest taki piękny kraj z rozłożystymi bukami dającymi cień ¦: nad Bałtyku słonym brzegiem;: ¦ Jego doliny z pagórkami łagodnie opadającymi, jego imię stare imię – Dania, ¦: i to jest Frei kraina.: ¦ 2. Tu w dawnych czasach zbrojni wikingowie odpoczywali ¦: pomiędzy swymi krwawymi walkami: ¦ Potem szli na spotkanie z wrogiem Dziś w kamiennym kurhanie ¦: znajdują ostateczny spoczynek: ¦ 3. Ta kraina wciąż piękna, niebieskie morze otacza ją, ¦: a pokój jest w niej umiłowany.: ¦ Silni mężczyźni i szlachetne kobiety niosą honor kraju ¦: pełni wiary i zdolności: ¦ 4. Niech żyje Król i Ojczyzna! Niech żyje każdy Duńczyk, ¦: który działa, ile może!: ¦ Nasza stara Dania istnieć będzie, póki czubek buku ¦: odbija się w fali niebieskiej.: ¦ |